# ウルスラ・アンドレス
ウルスラ・アンドレス（Ursula Andress, 1936年3月19日 - ）は、スイスのベルン出身の映画女優。映画007シリーズの初代ボンドガール。
以前は、英語式にアーシュラ・アンドレスと表記されていたが、現在はほぼドイツ語式に「ウルスラ・アンドレス」で統一されている。

## 略歴
外交官の父ロルフ・アンドレス、母アンナはともにドイツ人。5人の姉弟がある。16歳の時、美術留学生としてパリへ渡る。翌年、ローマへの旅行中に映画関係者にスカウトされ、1954年の『Le Avventure Di Giacomo Casanova 』でデビュー。
イタリアで何本かの低予算映画に出演した後、ハリウッドへ招かれたが、当初は英語が不自由でしばらくは役がつかないまま、1957年に俳優のジョン・デレクと結婚した。
グラマーなスタイルと美貌を買われ、彼女の声のみ吹き替えで1962年に『007 ドクター・ノオ』の初代ボンドガールのハニー・ライダー役に抜擢されてから人気が出た。1964年度の「Most Promising Newcomer - Female Golden Globe」に選ばれ、『PLAYBOY』誌でヌードになるなど、セックス・シンボルとしての地位を確立した。
1965年に『カトマンズの男』で共演したジャン＝ポール・ベルモンドと恋仲になり、1966年にはジョン・デレクと離婚。その後もドイツ語、イタリア語、フランス語、英語の4カ国後を操る語学力を活かして、ハリウッドのみならずヨーロッパ映画にも多数出演している。
1980年の『タイタンの戦い』で共演したハリー・ハムリンとの間に1982年に未婚のまま男児ディミトリを生む。イタリアに在住していた。2008年、自分が骨粗鬆症であることを公表した。
男優とのロマンスも多く、前述のジョン・デレク、ハリー・ハムリン、ジャン＝ポール・ベルモンド以外にも、ジェームズ・ディーン(1955年ごろ)、ライアン・オニールらと浮名を流した。なお、バイセクシュアルのヘルムート・バーガーは友人である。

## 主な出演作品

### 映画
| 公開年 | 邦題 原題                                                                 | 役名                           | 備考                                |
| ------ | ------------------------------------------------------------------------- | ------------------------------ | ----------------------------------- |
| 1962   | 007 ドクター・ノオ Dr. No                                                 | ハニー・ライダー               | 初公開時の題名は『007は殺しの番号』 |
| 1963   | アカプルコの海 Fun in Acapulco                                            | マルゲリータ・ドーフィン       |                                     |
| 1963   | テキサスの四人 4 for Texas                                                | マクシーン・リクター           |                                     |
| 1965   | 炎の女 She                                                                | アイーシャ                     |                                     |
| 1965   | 何かいいことないか子猫チャン What's New Pussycat?                         | リタ                           |                                     |
| 1965   | カトマンズの男 Up to His Ears                                             | アレクサンドリーヌ・ピナルディ |                                     |
| 1965   | 華麗なる殺人 The 10th Victim                                              | キャロライン・メレディス       |                                     |
| 1966   | ブルー・マックス The Blue Max                                             | カエティ伯爵夫人               |                                     |
| 1967   | 007 カジノロワイヤル Casino Royale                                        | ヴェスパー・リンド（007）      |                                     |
| 1967   | セックス・パニック/愛欲のイタリア女族物語 Le dolci signore                | アナ・デル・モンテ             | 日本劇場未公開                      |
| 1969   | サファリ大追跡 The Southern Star                                          | エリカ・クレイマー             |                                     |
| 1970   | 女豹の罠 Perfect Friday                                                   | ブリット・ドーセット           | 日本劇場未公開                      |
| 1971   | レッド・サン Red Sun                                                      | クリスチーナ                   |                                     |
| 1975   | アフリカ特急 Africa Express                                               | マデリーン・クーパー           | 日本劇場未公開                      |
| 1976   | サファリ特急 Safari Express                                               | ミリアム                       | 日本劇場未公開                      |
| 1978   | ホウリー・マウンテンの秘宝/密林美女の謝肉祭 La montagna del dio cannibale | スーザン・スティーヴンソン     | 日本劇場未公開 ビデオ題『食人伝説』 |
| 1979   | ピンクのルージュ Letti selvaggi                                           | The Stroller/The Widow         | 日本劇場未公開                      |
| 1981   | タイタンの戦い Clash of the Titans                                        | アフロディーテ                 |                                     |
| 1989   | チャイナタウン殺人事件 Man Against the Mob: The Chinatown Murders         | ベティ・スター                 | テレビ映画                          |

### テレビ
| 放映年 | 邦題 原題                                          | 役名                 | 備考                         |
| ------ | -------------------------------------------------- | -------------------- | ---------------------------- |
| 1962   | スリラー Thriller                                  | ルアナ               | シーズン2 第17話 "La Strega" |
| 1983   | ラブ・ボート The Love Boat                         | キャロル・スタントン | 2エピソード                  |
| 1986   | ロマノフ王朝・大帝ピョートルの生涯 Peter the Great | アタリ               | ミニシリーズ                 |

## 参照
1. ↑  「Dr No bikini for sale」『BBC News』2001年1月12日。2020年5月9日閲覧。
2. ↑  Elkins, Lucy「'My bones are like glass': Why Bond Girl Ursula Andress blames herself for becoming ravaged by osteoporosis」『Daily Mail Online』Mail Online、2008年10月21日。2009年7月5日閲覧。